# Рудолф VI фон Хоенберг
Рудолф VI фон Хоенберг (на немски: Rudolf VI Graf von Hohenberg; † 2 септември 1409 или 24 юни 1422) от линията Цолерн-Хоенберг на швабската фамилия Хоенцолерн, е граф на Хоенберг.

## Произход
Той е син на граф Бурхард IX фон Хоенберг–Наголд († 14 век) и съпругата му Верена фон Хабсбург-Лауфенбург, вдовица на Филипино Гонзага († 1356), дъщеря на граф Йохан II фон Хабсбург-Лауфенбург († 1380) и Верена дьо Ньофшател († 1372). Внук е на граф Ото II фон Хоенберг († 1385) и Кунигунда фон Вертхайм († 1358). Сестра му Анна фон Хоенберг († 1421) се омъжва за граф Фридрих X фон Хоенцолерн († 1412), 1413 г. за граф Конрад VII фон Кирхберг († 1417), и става приорес на Ройтин.
През 13 век графовете на Хоенберг принадлежат към най-значимите фамилии в Югозападна Германия.

## Фамилия
Рудолф VI фон Хоенберг се жени пр. 24 ноември 1402 г. за Маргарета фон Тирщайн-Фробург († сл. 1427), вдовица на фон Хоенклинген, дъщеря на граф Зигмунд IV фон Тирщайн, ландграф в Зизгау († 1383) и Верена фон Нойенбург-Нидау († 1405). Те имат три деца:
- Зигмунд фон Хоенберг († пр. 1440, погребан на 21 декември 1486 в Ройтин), хауптман в Балинген, женен пр. 31 октомври 1459 г. за Урсула фон Рецюнс († 17 февруари 1477); има четири деца
- Верена фон Хоенберг, монахиня в Ройтин, погребана в Ройтин
- Маргарета, монахиня в Бухау 1449 г.